# Westergellersen
Westergellersen település Németországban, azon belül Alsó-Szászország tartományban. Lakosainak száma 2304 fő (2023. december 31.).

## Népesség
A település népességének változása:
| Lakosok száma | 1969 | 2053 | 2177 | 2277 | 2296 | 2304 |
|               | 2016 | 2017 | 2019 | 2021 | 2022 | 2023 |